# Marcjanów (powiat kaliski)
Marcjanów – wieś w Polsce, położona w województwie wielkopolskim, w powiecie kaliskim, w gminie Szczytniki.
| SIMC    | Nazwa   | Rodzaj    |
| ------- | ------- | --------- |
| 0209941 | Tekliny | część wsi |

W latach 1975–1998 wieś należała administracyjnie do województwa kaliskiego.